# Djibo
Djibo ist eine Stadt im Norden Burkina Fasos mit 60.599 Einwohnern (Zensus 2006). Sie ist Hauptstadt der Provinz Soum in der Region Sahel.
Djibo wurde im 16. Jahrhundert gegründet und war Hauptstadt des Fulbe-Emirates Djelgodji, im 19. Jahrhundert wurde es von Massina dominiert. Wichtigste Bevölkerungsgruppe sind die Fulbe. Die Stadt ist für ihren Viehmarkt bekannt.